# Óscar Rodríguez Garaicoechea
Óscar Rodríguez Garaicoechea (Burlada, Navarra, 6 de mayo de 1995) es un ciclista español que compite con el equipo INEOS Grenadiers.

## Trayectoria
Debutó como profesional con el equipo Euskadi Basque Country-Murias en 2017 donde estuvo como stagiaire un año antes. Como amateur destacó ganando la Vuelta a Palencia de 2016.
Como profesional, su mayor éxito es su victoria en la 13.ª etapa de la Vuelta a España 2018, con final en La Camperona. Ese año logró también el 2.º puesto en la clasificación de los jóvenes de la Vuelta a Portugal.
Las temporadas de 2020 y 2021 militó en el equipo kazajo Astana. En septiembre de ese segundo año se hizo oficial su fichaje por el equipo navarro Movistar Team para las dos siguientes temporadas.

## Palmarés
2018
- 1 etapa de la Vuelta a España

## Resultados en Grandes Vueltas
| Carrera | Carrera         | 2017 | 2018 | 2019 | 2020 | 2021 | 2022 | 2023 | 2024 |
| ------- | --------------- | ---- | ---- | ---- | ---- | ---- | ---- | ---- | ---- |
|         | Giro de Italia  | —    | —    | —    | 45.º | —    | —    | Ab.  | —    |
|         | Tour de Francia | —    | —    | —    | —    | —    | —    | —    | —    |
|         | Vuelta a España | —    | 51.º | 22.º | —    | Ab.  | —    | —    | 24.º |

—: no participa

Ab.: abandono

## Equipos
- Euskadi Basque Country-Murias (2017-2019)
- Astana[5] (2020-2021)
  - Astana Pro Team (2020)
  - Astana-Premier Tech (2021)
- Movistar[6] (2022-2023)
- INEOS Grenadiers (2024-)